# Németh Lehel
Németh Lehel (Sepsiszentkirály, 1932. június 7. – Szeged, 2005. január 5.) magyar táncdalénekes.

## Élete
Az erdélyi származású Németh Lehel édesanyja a fronttól menekülve érkezett Magyarországra. Fia előbb a képzőművészeti főiskolán dolgozott mint modell, majd a Beloiannisz Híradástechnikai Gyárba került, melynek dalárdája felfedezte tehetségét. Kezdetben Németh Mária énekesnő tanácsára operaénekesnek készült, ám 1956 után a könnyű műfaj felé fordult. Így válhatott a Kádár-korszak első táncdalénekesi generációjának egyik kiemelkedő, ikonikus alakjává. Ő volt az első nyugati értelemben vett sztár Magyarországon. 
Számtalan sláger született 1957-től 1965-ig ívelő pályáján: Reszket a hold a tó vizén, Nekem a Balaton a Riviéra, Lehet, hogy szép nem vagyok, Zsebkendődre köss egy csomót, Fogj egy sétapálcát, és légy vidám! vagy a Visszahozom én a divatba a foxtrottot.
Szerepelt filmekben is, így például az 1962-es Csudapestben, amely felvonultatta a korszak táncdalcsillagait: Németh Lehelen kívül még például Vámosi Jánost vagy Sárosi Katalint.
A hatvanas évek elején egyre sűrűbben került összetűzésbe a hatalommal, csempészettel vádolták. Megelégelve a folytonos atrocitásokat, egy időre visszavonult a táncdal világától, és artistának állt. Végül 1965-ben feleségével együtt disszidáltak az országból. Sikeres slágerei tiltólistára kerültek, a róla szóló írásos dokumentumokat és fotókat megsemmisítették. Kanadában műszerészként dolgozott. Sikeres vállalkozóként a maga konstruálta szivacsgyártógép világsikert hozott számára. Csak 1990-ben tért vissza az országba, de nem kívánta meglovagolni az akkor éledő nosztalgiahullámot; mindössze két koncertet adott, ezzel búcsúzott a közönségétől.

## Díjai
- Tessék választani! – I. hely (1960, Lehet, hogy szép nem vagyok)

## Videók
- Csudapest – Járom az utam
- Fütyülök én a twisztre
- Toldy Mária, Sárosi Katalin és Koós János társaságában
- Merre jártál tegnap este
- Kicsit szomorkás a hangulatom máma